# Throwley
Throwley är en ort och civil parish i grevskapet Kent i sydöstra England. Orten ligger i distriktet Swale, cirka 6 kilometer sydväst om Faversham. Civil parishen hade 280 invånare vid folkräkningen år 2021.